# Tembe (rijeka)
Tembe (por. Rio Tembe) je rijeka u pokrajini Maputo, u Mozambiku. Zajedno s rijekama Matola, Mbuluzi i Infulene, ulijeva se Estuário do Espírito Santo, gdje se nalazi glavni grad Maputo i glavna luka zemlje, Luka Maputo.

## Vanjske poveznice
|  | Zajednički poslužitelj ima još gradiva o temi Tembe (rijeka) |